# Gummitwist

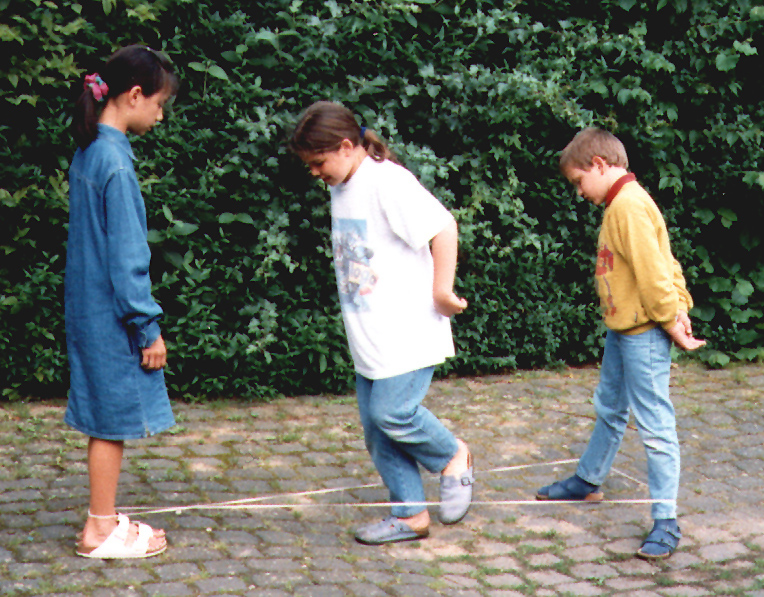
Gummitwist, Spiel von Kindern

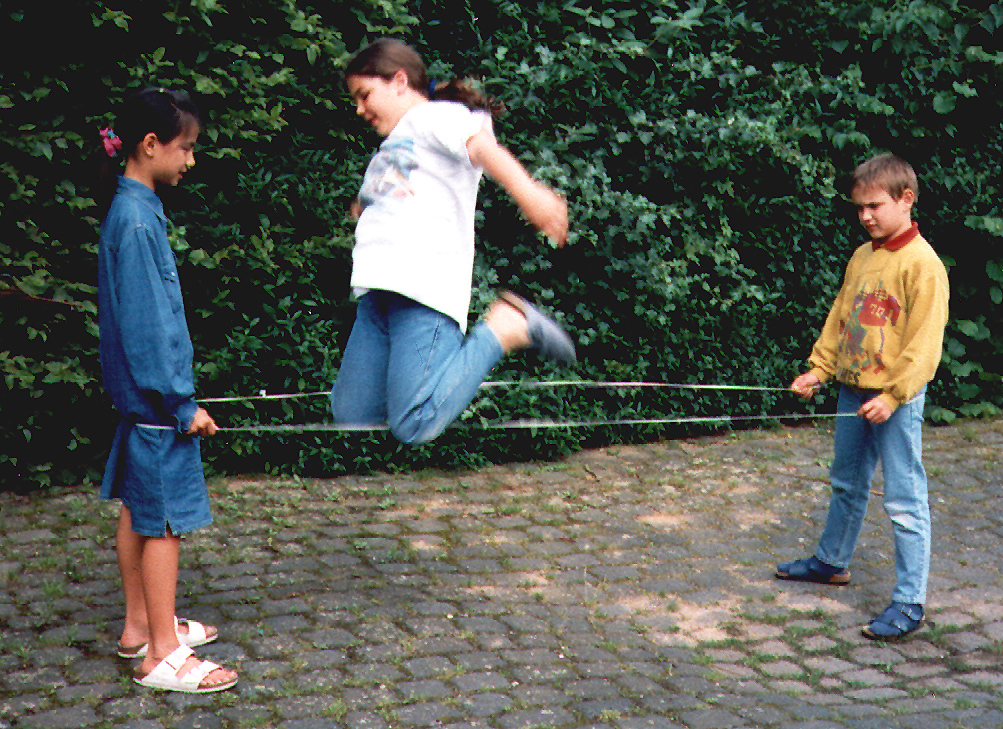
Gummitwist, Spiel von Kindern

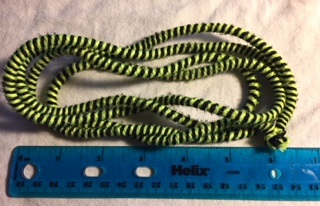
Gummitwist

"Diamonds" -Muster (die Buchstaben werden gesungen)

Gummitwist ist ein Kinderspiel, bei dem es auf Geschicklichkeit, Rhythmusgefühl und Körperbeherrschung ankommt. Der Name setzt sich aus dem genutzten Spielutensil, einem Gummiband, und dem englischen Wort twist zusammen, das eine Drehbewegung bezeichnet (und auch dem Modetanz Twist den Namen gab). In Österreich und Bayern kennt man es unter der Bezeichnung Gummihüpfen, in der DDR war dieses Spiel auch unter dem Namen Gummihopse, Gummihoppe oder Gummihuppe bekannt. 

## Zubehör
Um Gummitwist zu spielen, benötigt man ein etwa drei Meter langes Gummiband, beispielsweise ein elastisches Einziehband für Kleidungsstücke (Gummilitze). Neben den klassischen Kurzwarenartikeln bietet der Handel auch speziell für Gummitwist farbige Bänder an. Das Spiel ist für mindestens drei Teilnehmer gedacht, da das Gummi zwischen vier Punkten gespannt werden muss. Somit halten zwei Mitspieler das Gummi, während ein dritter zwischen ihnen springt. Möchte man alleine oder zu zweit spielen, nutzt man zum Beispiel Hakenschrauben, Pfosten oder Straßenschilder zur Befestigung.

## Mitspieler und Regeln
Die Anzahl der Mitspieler ist beliebig hoch. Bei vielen Mitspielern (etwa ab sechs Personen) kommt man nicht allzu oft zum Zuge. Die Regeln variieren von Land zu Land, von Stadt zu Stadt, ja sogar von Schule zu Schule. Sie sind meist mündlich überliefert und werden verändert und neu erfunden. Das Grundprinzip jedoch bleibt gleich:

### Grundregel
Das Gummi wird um die Füße zweier Teilnehmer gespannt und gedehnt. Diese stehen sich, die Gesichter zugewandt, einander gegenüber. Ein dritter Mitspieler hüpft nun in, auf oder zwischen diesem Gummiband in vorher verabredeten Rhythmen. Begeht er einen Fehler, so ist der Nächste an der Reihe. Gelingt ihm der Ablauf fehlerfrei, wird der Schwierigkeitsgrad erhöht.

### Fehler
Als Fehler gelten:
- ein Gummi berühren, falls das nicht gestattet ist
- mit den Füßen auf einem falschen Gummi landen
- an einem Gummi hängen bleiben oder sich verheddern
- einen Sprung auslassen
- die vordefinierte Reihenfolge von Sprüngen nicht einhalten
- im falschen Feld landen

### Schwierigkeitsgrade
Um den Schwierigkeitsgrad zu erhöhen, wird das Gummiband immer höher gespannt, so dass große Sprünge erforderlich sind. Auch eine Verengung der Beinstellung und somit eine Verkleinerung des Bereichs, den man mit den Füßen treffen muss, trägt zur Erschwernis bei. Besonders schwierig ist es, wenn die Bandhalter während des Springens die Beine und damit das Gummiband bewegen, so dass es nur schwer auszurechnen ist. Vielfach wird diese Variation Wackelpudding genannt.
Man unterscheidet fünf oder sechs Höhen des Bandes, wobei es jeweils um die bezeichnete Stelle geschlungen wird:
- meistens Knöchel – Wade – Knie – Unterpo – Hüfte
- seltener auch Achselhöhe

Für die Breite werden meist vier Schwierigkeitsstufen gewählt:
- „breit“ – die Fußstellung beträgt etwa 60–70 cm
- „normal“ – die Füße stehen rund 30 cm auseinander
- „Baumstamm“ – die Füße stehen eng beisammen
- „Einbein“ – das Band wird lediglich jeweils nur um einen Fuß gespannt

### Sprungvarianten
Es existiert eine Vielzahl von Sprüngen; die gebräuchlichsten sind:
- „Mitte“ – die Füße landen in der Mitte zwischen den beiden Bändern
- „Grätsche“ – beide Füße landen außerhalb des Gummis
- „auf“ – (meistens) ein oder beide Füße landen auf dem Gummi
- „raus“ – man landet bei diesem Schlusssprung auf einer Seite außerhalb des Bandes

## Rhythmus
Um einen bestimmten Rhythmus zu erzielen, wird während der Sprünge oft ein Vers aufgesagt, der auch als Erinnerungshilfe für die jeweilige Variante dient. Solche Verse lauten beispielsweise:
- Trick – Track – Donald Duck – Micky Maus – rein und raus
- In – der – He-xen-kü-che geht – es – lustig zu
- Die Wis-sen-schaft hat fest-ge-stellt, dass Co-ca Co-la Gift ent-hält
- Teddybär, Teddybär, dreh dich um, mach dich krumm, Teddybär, Teddybär mach dich klein, Teddybär hüpf auf einem Bein
- Auch die rhythmisch gesprochenen Zeilen Auf ei-ner spa-nischen Bank, da saß ein spa-nischer Mann, der sagte … oder Co-ca-Co-la in der Do-se … bilden Hilfsmittel, welche sich von Generation zu Generation immer wieder verändern.
- Ein althergebrachter Vers, der die Sprünge ansagt, lautet: Seite, Seite, Mitte, Breite, Seite, Seite, Mitte, raus, wobei man bei Seite, Seite so springen muss, dass man jeweils links und rechts das Gummiseil zwischen den Beinen hat. Bei Mitte springt man mit beiden Füßen in das gespannte Rechteck, bei Breite muss man die Beine so grätschen, dass sich das Gummi zwischen den Beinen befindet, und bei raus wird dieses springend verlassen.

## Spielvarianten
- In der chinesischen Variante ist das Gummiband in der Mitte gekreuzt und der aktive Mitspieler muss wie in einer Art Hickelkasten in die verschiedenen Bereiche springen.
- In einer Mehrspielervariante bilden drei Teilnehmer mit dem Gummiband ein Dreieck. Die nun bis zu drei aktiven Mitspieler springen gleichzeitig in einer verabredeten Art über das Band, wobei sie sich auch  auf Kommando gegen den Uhrzeigersinn weiterbewegen. Wer hier einen Fehler macht, scheidet aus, und es gewinnt, wer zuletzt übrig bleibt. Diese Variation dient auch oft zur Ermittlung der Reihenfolge beim normalen Gummitwist.